# ティルネシュ・ディババ
ティルネシュ・ディババ（Tirunesh Dibaba、1985年6月1日 - ）は、エチオピアの陸上競技選手。5000mの元世界記録保持者。ディババは、オリンピックで2個の金メダルを獲得しているデラルツ・ツルのいとこであり、姉のエジェガエフ・ディババもアテネオリンピックの10000mの銀メダリスト、妹のゲンゼベ・ディババも陸上選手である。北京オリンピック10000m銀メダリストのシレシ・シヒネが夫である。愛称は「ティル」。
なお、名前は「ティルネシュ」が本人の名前で「ディババ」はいわゆる「姓（ファミリーネーム）」ではなく父親の名前（父称）である（人名#その他の文化圏における名前を参照）。そのため、本人を特定するという意味では「ティルネシュ」と略するのが正しいが、日本のマスメディアでは「ディババ」をファミリーネームのように扱って略称とすることが一般的のため、以下の文中もそれに従う。

## 人物
ディババは14歳で陸上を始め、15歳で2001年の世界クロスカントリーに出場し、ジュニアで5位となった。
2003年、14分39秒94、2004年に14分30秒88のジュニア世界記録をマークした。同年の世界陸上5000mでスプリント勝負でマルタ・ドミンゲス（スペイン）とエディス・マサイ（ケニア）に競り勝ち金メダルを獲得。大会史上最年少(18歳90日)での個人種目金メダリストとなった。
2004年アテネオリンピック5000mで先輩のメセレト・デファーとイザベラ・オチチ（ケニア）に敗れたが、銅メダルを獲得。19歳での五輪メダル獲得はエチオピアの選手としては最年少だった。
2005年、世界クロスカントリー選手権の女子での1998年のソニア・オサリバン以来となるシニアロング・ショートの2冠を達成。同年、5kmロードでポーラ・ラドクリフが保持していた世界最高記録に並ぶ14分51秒をマーク。同年の世界陸上5000mにおいては猛烈な末脚である先輩のベルハネ・アデレ（エチオピア）と姉のエジェガエフを下している。また、10000mにおいても金メダルを獲得。世界陸上の5000m、10000mの両方で優勝した選手は男女を通じて彼女が初めてとなった。
2007年、アメリカボストンで開催されたリーボック・ボストン室内5000mで、自身が樹立した記録を5秒以上短縮する14分27秒42の室内世界新で優勝。同年の世界陸上10000mは腹痛を伴った上に靴が脱げた選手に巻き込またことも原因で一時は集団から1人大きく引き離された。しかし、終盤に集団に追いつき、最終的にラスト1周のスパートで2連覇を果たした。驚異的なラストスパートと勝負を諦めない粘り強さもレースとなった。一方で上記の腹痛が原因で5000mは欠場し、3連覇ならびに2大会連続の長距離種目2冠はならなかった。
2008年6月6日、オスロGL5000mで14分11秒15の世界記録を達成した。
ディババの走りの特徴はファイナルラップまで先頭に出ないことやラストの400mのスプリントの強さがあげられる。2005年世界陸上の10000mのラスト400mは58秒33を記録している。
2008年北京オリンピックの10000mでは速いラップでエルバン・アベイレゲッセとレースを引っ張り、終盤はこの二人の一騎討ちとなったが、ラスト一周のスパートでアベイレゲッセを振り切り、王軍霞以来2人目となる29分台のオリンピック新記録（29分54秒66）で金メダルを取った。世界記録を持つ5000mも15分41秒40で制し、長距離種目の2冠を獲得した。
2008年10月、北京オリンピック男子10000m銀メダリストのシレシ・シヒネとの結婚式を開く。
結婚後もレース出場回数を落としているが、競技生活を続け、2012年ロンドンオリンピックの5000mでは3大会連続のメダルとなる銅メダルを獲得し、10000mでは大会2連覇となる金メダルを獲得している。
2013年、モスクワ世界陸上の10000mでは、新谷仁美のペースに他の選手と付いていき、ラスト1周の猛烈なスパートで2007年以来となる3回目の優勝を果たした。
2016年、産後に臨んだリオオリンピック10000mでは、途中から世界新記録を達成することになるアルマズ・アヤナに引き離されるも、自己ベスト・世界歴代4位のタイムで走破し、銅メダルを獲得した。

## 主な実績
| 年   | 大会                               | 場所               | 種目           | 結果 | 記録          |
| ---- | ---------------------------------- | ------------------ | -------------- | ---- | ------------- |
| 2001 | 世界クロスカントリー選手権         | オーステンデ       | ジュニア       | 5位  | 22分08秒      |
| 2002 | 世界クロスカントリー選手権         | ダブリン           | ジュニア       | 2位  | 20分14秒      |
| 2002 | 世界ジュニア選手権                 | キングストン       | 5000m          | 2位  | 15分55秒99    |
| 2003 | 世界クロスカントリー選手権         | ローザンヌ         | ジュニア       | 優勝 | 20分21秒      |
| 2003 | 世界クロスカントリー選手権         | ローザンヌ         | シニアショート | 7位  | 12分54秒      |
| 2003 | 世界選手権                         | パリ               | 5000m          | 優勝 | 14分51秒72    |
| 2003 | IAAFワールドアスレチックファイナル | モンテカルロ       | 5000m          | 3位  | 14分57秒87    |
| 2004 | 世界クロスカントリー選手権         | ブリュッセル       | シニアショート | 2位  | 13分09秒      |
| 2004 | オリンピック                       | アテネ             | 5000m          | 3位  | 14分51秒83    |
| 2005 | 世界クロスカントリー選手権         | サン＝ガルミエ     | シニアロング   | 優勝 | 26分34秒      |
| 2005 | 世界クロスカントリー選手権         | サン＝ガルミエ     | シニアショート | 優勝 | 13分15秒      |
| 2005 | 世界選手権                         | ヘルシンキ         | 5000m          | 優勝 | 14分38秒59    |
| 2005 | 世界選手権                         | ヘルシンキ         | 10000m         | 優勝 | 30分24秒02    |
| 2005 | IAAFワールドアスレチックファイナル | モンテカルロ       | 5000m          | 2位  | 14分46秒84    |
| 2006 | 世界クロスカントリー選手権         | 福岡               | シニアロング   | 優勝 | 25分21秒      |
| 2006 | アフリカ選手権                     | バンブー           | 5000m          | 2位  | 15分56秒04    |
| 2006 | IAAFワールドアスレチックファイナル | シュトゥットガルト | 3000m          | 2位  | 8分34秒74     |
| 2006 | IAAFワールドアスレチックファイナル | シュトゥットガルト | 5000m          | 優勝 | 16分04秒77    |
| 2006 | IAAFワールドカップ                 | アテネ             | 3000m          | 優勝 | 8分33秒78     |
| 2007 | 世界クロスカントリー選手権         | モンバサ           | シニアロング   | 2位  | 26分47秒      |
| 2007 | 世界選手権                         | 大阪               | 10000m         | 優勝 | 31分55秒41    |
| 2008 | アフリカ選手権                     | アディスアベバ     | 10000m         | 優勝 | 32分49秒08    |
| 2008 | オリンピック                       | 北京               | 10000m         | 優勝 | 29分54秒66    |
| 2008 | オリンピック                       | 北京               | 5000m          | 優勝 | 15分41秒40    |
| 2010 | アフリカ選手権                     | ナイロビ           | 10000m         | 優勝 | 31分51秒39    |
| 2012 | ロンドンオリンピック               | ロンドン           | 10000m         | 優勝 | 30分20秒75    |
| 2012 | ロンドンオリンピック               | ロンドン           | 5000m          | 3位  | 15分5秒15     |
| 2013 | 世界選手権                         | モスクワ           | 10000m         | 優勝 | 30分43秒35    |
| 2016 | リオオリンピック                   | リオデジャネイロ   | 10000m         | 3位  | 29分42秒56    |
| 2017 | ロンドンマラソン                   | ロンドン           | マラソン       | 2位  | 2時間17分56秒 |
| 2017 | 世界選手権                         | ロンドン           | 10000m         | 2位  | 31分02秒69    |

## 自己ベスト
- 3000m　8分29秒55　（2006年）
- 5000m　14分11秒15　（2008年）＝元世界記録
- 10000m　29分42秒56　（2016年）＝世界歴代4位
- ハーフマラソン　1時間6分50秒　（2017年）
- マラソン　2時間17分56秒（2017年）＝世界歴代7位
- 室内3000m　8分33秒37　(2008年)
- 室内2マイル　9分12秒23　(2010年)
- 室内5000m　14分27秒42　(2007年)